# Oswald Emthén
Karl Oswald Emthén (i riksdagen kallad Emthén i Höven, senare Emthén i Marsta), född 7 mars 1853 i Ytterenhörna socken, död 12 april 1934 i Södertälje, var en svensk lantbrukare och riksdagsledamot (liberal till 1905, därefter Nationella framstegspartiet).
Oswald Emthén var lantbrukare i Marsta i Turinge utanför Södertälje fram till 1886, därefter i Höven i Resele i Ångermanland och senare åter i Turinge. Under sin tid i Resele var han kommunalnämndens ordförande.
Han var riksdagsledamot i andra kammaren 1897–1908 för Ångermanlands västra domsagas valkrets. I riksdagen var han vilde fram till 1899, och anslöt sig 1900 till det nybildade Liberala samlingspartiet. Den sista mandatperioden, 1906–1908, tillhörde han Nationella framstegspartiet. Han var bland annat suppleant i statsutskottet 1903–1905 samt 1908 och i bankoutskottet 1906–1907. Som riksdagsledamot engagerade han sig exempelvis för en kommunal rösträttsreform.